# San Juan de Piñera
San Juan de Piñera (San Xuan de Piñera en asturiano) es una parroquia del concejo de Cudillero, en el Principado de Asturias (España). Alberga una población de 674 habitantes (INE 2009) en 418 viviendas. Ocupa una extensión de 8,32 km².
Está situada en la zona central del concejo. Limita al norte con el mar Cantábrico; al noreste, con la parroquia de Cudillero; al este, con la de Piñera; al sur, con la de Faedo; y al oeste con la de San Martín de Luiña.

## Poblaciones
Según el nomenclátor de 2009 la parroquia está formada por las poblaciones de:
- Arrojas (Arroxas en asturiano) (aldea): 9 habitantes.
- Belandres (casería): 18 habitantes.
- Cerecedo (El Zreicéu) (casería): 31 habitantes.
- Cuesta del Cesto (La Cuesta'l Cestu) (aldea): 18 habitantes.
- El Manto (El Mantu) (lugar): 26 habitantes.
- Otero	(Outeiru) (aldea): 26 habitantes.
- El Peñedo (El Penéu) (aldea): 52 habitantes.
- El Rellayo (El Rellayu) (casería): 24 habitantes.
- San Juan (San Xuan) (aldea): 54 habitantes.
- Villademar (Villamar) (lugar): 379 habitantes.
- Los Villazones (casería): 37 habitantes.